# Shared hosting
Shared hosting är ett begrepp som används inom webbhotellvärlden. Shared Hosting innebär att man som webbhotellkund delar en server med flera andra kunder och detta är oftast det billigaste och enklaste sättet att publicera sin webbsida på Internet.